# Palm Heinrich Ludwig von Boguslawski
Palm (ou Palon) Heinrich Ludwig (Pruß) von Boguslawski (Magdeburgo, 7 de setembro de 1789 — Wroclaw, 5 de junho de 1851) foi um astrônomo alemão.
Foi professor e diretor do Observatório de Wroclaw.

## Vida
Natural de Magdeburgo, Boguslawski conheceu Johann Elert Bode, então diretor do observatório em Berlim e autor do atlas celeste Uranographia, na Academia de Guerra Prussiana entre 1811–1812, quando Boguslawski prestou seu serviço militar.

## Serviço militar
Boguslawski foi um oficial de artilharia no exército prussiano durante a Campanha da Rússia (1812) liderada por Napoleão Bonaparte. Retirou-se como Hauptmann.

## Astronomia
Após a guerra, passou a residir em terras de sua família próximo a Wroclaw. Em 1831 tornou-se curador do observatório de Wroclaw, e foi apontado em 1836 professor honorário da Universidade de Wrocław.
Na noite de 20 para 21 de abril de 1835, Boguslawski detectou um cometa e estimou sua trajetória. Este cometa, também conhecido como 1835 I, foi batizado com seu nome.
Ele também efetuou observações e cálculos dos cometas 3D/Biela, Encke e Halley, publicou trabalhos em periódicos de astronomia e colaborou com a publicação do periódico Uranus, de 1842 até falecer em 1851.